# The Isle of Conquest
The Isle of Conquest o The Call of Nature è un film muto del 1919 diretto da Edward José.

## Trama
Ethel Harmon viene spinta dalla madre, una elegante vedova dell'alta società, a sposare il ricchissimo Van Surdam dopo che la stessa signora Harmon aveva tentato, senza riuscirci, di conquistare il milionario. La povera ragazza si trova, così, legata a un uomo che non ama e che si rivela brutale, tanto da indurla a odiare tutti gli uomini. 

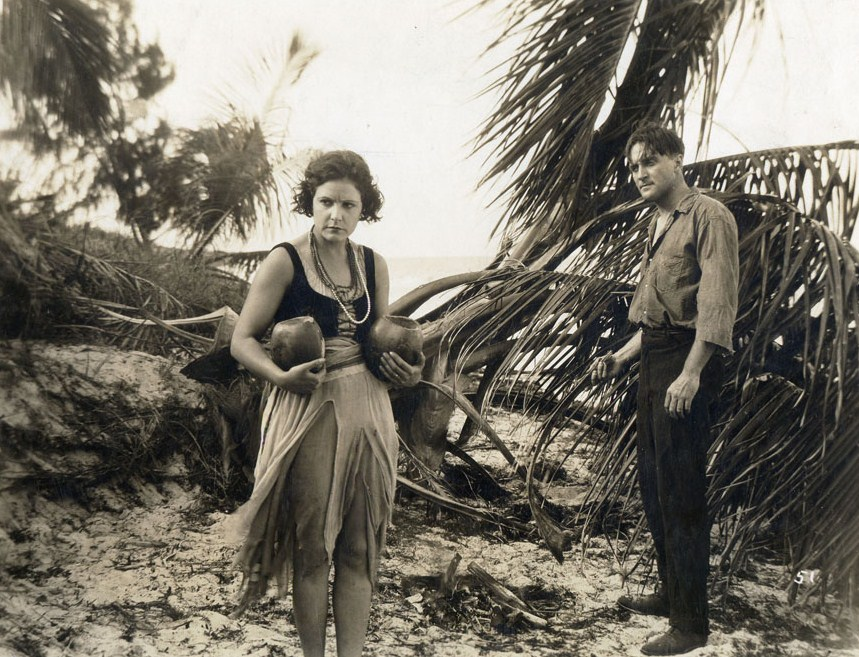
Norma Talmadge e Wyndham Standing sull'isola deserta

Ethel parte per una crociera per accompagnare la famiglia, ma la nave viene silurata. La donna viene salvata dal fuochista che nuota fino a un'isola deserta. L'uomo, John Arnold, è un ex costruttore navale che, dopo essere stato abbandonato dalla fidanzata, si è dato al bere, rovinandosi la carriera. Come Ethel odia gli uomini, così lui odia le donne. I due naufraghi passano molti mesi insieme e,  dopo le prime incomprensioni, imparano a rispettarsi a vicenda fino ad innamorarsi uno dell'altra.
Finalmente arriva una nave che li salva. A bordo si trova anche Van Surdam: il marito di Ethel era stato la causa scatenante della rovina di John, avendone sedotto la fidanzata Claire e facendone poi la sua amante.
Il milionario aggredisce la moglie che lo respinge. Ethel viene salvata dall'intervento di John. Van Surdam, sospettando che la moglie lo tradisca, ha un infarto e muore.
Un anno più tardi, Ethel e John convolano a giuste nozze.

## Produzione
Il film fu prodotto dalla Norma Talmadge Film Corporation.
Venne girato in Florida.

## Distribuzione
Distribuito dalla Select Pictures Corporation, il film uscì nelle sale cinematografiche USA il 26 ottobre 1919. La pellicola viene considerata presumibilmente perduta